# Tescio
le Tescio est un torrent de la province de Pérouse de la région Ombrie en Italie et un affluent du Chiascio donc un sous-affluent du fleuve le Tibre.

## Description
Il prend sa source au monte dei Cani à une altitude de 871 m.
Le Tescio est un affluent de gauche de la rivière Chiascio près de Bastia Umbra.
Pendant la saison estivale le torrent est le plus souvent à sec, surtout dans la portion comprise entre Santa Maria degli Angeli (Assise) et le Chiascio, à Bastiola une frazione de Bastia Umbra.